# Nadabius aristeus
Nadabius aristeus är en mångfotingart som beskrevs av Chamberlin 1922. Nadabius aristeus ingår i släktet Nadabius och familjen stenkrypare. Inga underarter finns listade i Catalogue of Life.